# Verminephrobacter aporrectodeae
Verminephrobacter aporrectodeae es una bacteria gramnegativa del género Verminephrobacter. Fue descrita en el año 2012. Su etimología hace referencia a la lombriz de tierra del género Aporrectodea. Es aerobia e inmóvil. Tiene un tamaño de 0,8 μm de ancho por 2 μm de largo. Forma colonias circulares, lisas y de color amarillo claro tras una semana de incubación en agar R2A. Catalasa negativa y oxidasa positiva. Temperatura de crecimiento entre 10-30 °C. Se ha aislado del nefridio de la lombriz Aporrectodea tuberculata. 